# 阿什克里克鎮區 (堪薩斯州埃爾斯沃思縣)
阿什克里克鎮區（英語：Ash Creek Township）為美國堪薩斯州埃爾斯沃思縣轄下的鎮區。2010年美国人口普查中此鎮區人口有55人。

## 地理
阿什克里克鎮區涵蓋總面積為93.3平方（36.03平方英里），其中陸地面積為92.9平方（35.85平方英里），水域面積為0.47平方（0.18平方英里）或0.50%。海拔高度494（1,621英尺）。

## 人口統計
根據2010年美國人口普查，阿什克里克鎮區人口有55人，其中男性有28人，女性有27人，人口密度為每平方公里0.59人，住房計26戶。鎮區內的白人有55人，非裔美國人有0人，美洲原住民有0人，亞裔美國人有0人，太平洋島裔美國人有0人，其他種族有0人，混血種族則有0人。此外鎮區內有0人為西班牙裔或拉丁裔美國人。此鎮區之年齡中位數為40.8歲，而男性年齡中位數為44.0歲，女性年齡中位數為30.5歲。

## 交通

### 主要公路
- 14號堪薩斯州州道